# Mustasaari (ö i Finland, Lappland, Kemi-Torneå)
Mustasaari är en ö i Finland. Den ligger i Torne älv och i kommunen Torneå i den ekonomiska regionen  Kemi-Torneå  och landskapet Lappland, i den norra delen av landet, 700 km norr om huvudstaden Helsingfors. Öns area är 31,7 hektar och dess största längd är 1,8 kilometer i sydöst-nordvästlig riktning.